# Garra lamta
Garra lamta és una espècie de peix cipriniforme de la família dels ciprínids.

## Morfologia
Els mascles poden assolir els 13,4 cm de longitud total.

## Distribució geogràfica
Es troba a l'Índia, l'est del Nepal i Myanmar.